# Eddy Grant
Eddy Grant ou Edmond Montague Grant (Plaisance, 5 de março de 1948) é um músico da Guiana. Muito jovem, seus pais emigraram para o Reino Unido, onde ele se estabeleceu. Em 1968, como guitarrista e compositor do grupo multi-racial The Equals, ele alcançou pela primeira vez o topo das paradas de sucesso, com a canção "Baby Come Back".
Muitas de suas composições têm forte cunho político, especialmente as que escreveu contra o apartheid da África do Sul. Entre essas canções, destaca-se "Gimme Hope Jo'anna" (em que Jo'anna se refere a Joanesburgo), que foi banida pelo regime daquele país.
Dois grandes sucessos seus são "Electric Avenue", e "I Don't Wanna Dance".
Eddy Grant é um dos poucos compositores provenientes da Guiana a alcançar sucesso mundial. Ficou também conhecido pelas suas atividades contra o regime do apartheid na África do Sul. Cantou juntamente com Kurt Darren nos noventa anos de Nelson Mandela (também ele um grande ativista) a canção "Gimme Hope Jo'anna", um dos seus temas mais conhecidos.
No Brasil a canção "I Don't Wanna Dance" fez bastante sucesso, pois foi incluída na trilha sonora internacional da novela "Sol de Verão", exibida pela TV Globo entre 1982/1983. Na trama de Manoel Carlos, a canção foi tema da locação da cidade do Rio de Janeiro.